# Кінецьпільська сільська рада
Кіне́цьпільська сільська́ ра́да — орган місцевого самоврядування в Первомайському районі Миколаївської області. Адміністративний центр — село Кінецьпіль.

## Загальні відомості
- Населення ради: 3 518 осіб (станом на 2001 рік)

## Населені пункти
Сільській раді підпорядковані населені пункти:
- с. Кінецьпіль

## Склад ради
Рада складається з 20 депутатів та голови.
- Голова ради: Ребрій Микола Володимирович
- Секретар ради: Перевознюк Тамара Григорівна

### Керівний склад попередніх скликань
| Прізвище, ім'я, по батькові | Основні відомості                                                         | Дата обрання | Дата звільнення |
| --------------------------- | ------------------------------------------------------------------------- | ------------ | --------------- |
| Ребрій Микола Володимирович | Сільський голова, 1948 року народження, освіта вища, член Народної партії | 26.03.2006   | 31.10.2010      |
| Ребрій Микола Володимирович | Сільський голова, 1948 року народження, освіта вища, член Партії регіонів | 31.10.2010   |                 |

Примітка: таблиця складена за даними сайту Верховної Ради України

### Депутати
За результатами місцевих виборів 2010 року депутатами ради стали:

#### За суб'єктами висування
| Суб'єкт висування           | Кількість обраних депутатів | %  |
| --------------------------- | --------------------------- | -- |
| Самовисування               | 10                          | 50 |
| Партія регіонів             | 8                           | 40 |
| Комуністична партія України | 2                           | 10 |

#### За округами
| № округу                    | Прізвище, ім'я, по батькові        | Дата визнання обраним | Освіта             | Партійна приналежність              | Відомості про обраного депутата                                          |
| --------------------------- | ---------------------------------- | --------------------- | ------------------ | ----------------------------------- | ------------------------------------------------------------------------ |
| Комуністична партія України |                                    |                       |                    |                                     |                                                                          |
| 5                           | Буханець Анатолій Іванович         | 04.11.2010            | середня            | позапартійний                       | пенсіонер, охоронець в Кінецьпільській ЗОШ                               |
| 10                          | Острий Микола Карпович             | 04.11.2010            | середня            | позапартійний                       | Первомайський міськ.водоканал, моторист                                  |
| Партія регіонів             |                                    |                       |                    |                                     |                                                                          |
| 1                           | Нечитайло Алла Валентинівна        | 04.11.2010            | вища               | член Партії регіонів                | ПМКК, комірник                                                           |
| 3                           | Бондаренко Лариса Дмитрівна        | 04.11.2010            | вища               | член Партії регіонів                | Кінецьпільська сільська рада, діловод                                    |
| 7                           | Коваленко Ірина Валеріївна         | 04.11.2010            | вища               | член Партії регіонів                | Кінецьпільська сільська рада, бухгалтер                                  |
| 8                           | Бабійчук Тетяна Леонідівна         | 04.11.2010            | середня спеціальна | член Партії регіонів                | Первомайська ЦРБ, медсестра                                              |
| 11                          | Міщенко Микола Дмитрович           | 04.11.2010            | середня спеціальна | член Партії регіонів                | ПП ABAHTAL, начальник виробництва                                        |
| 12                          | Січкар Тетяна Василівна            | 04.11.2010            | середня спеціальна | член Партії регіонів                | тимчасово не працює                                                      |
| 15                          | Діордіященко В'ячеслав Григорович  | 04.11.2010            | середня            | член Партії регіонів                | пенсіонер                                                                |
| 17                          | Назаренко Максим Іванович          | 04.11.2010            | вища               | член Партії регіонів                | ПГЩК, механік                                                            |
| Самовисування               |                                    |                       |                    |                                     |                                                                          |
| 2                           | Перевознюк Тамара Григорівна       | 04.11.2010            | вища               | позапартійна                        | Кінецьпільська сільська рада, секретар                                   |
| 4                           | Лавренчук Людмила Іванівна         | 04.11.2010            | вища               | позапартійна                        | пенсіонер                                                                |
| 6                           | Буревич Катерина Афанасіївна       | 04.11.2010            | середня            | позапартійна                        | пенсіонер                                                                |
| 9                           | Литвиненко Валентина Станіславівна | 04.11.2010            | середня спеціальна | позапартійна                        | Кінецьпільська амбулаторія, фельдшер                                     |
| 13                          | Корчевна Дарія Вікторівна          | 04.11.2010            | вища               | позапартійна                        | Кінецьпільська сільськарада, культурно-дозвільний центр молоді, директор |
| 14                          | Оперенко Ніна Михайлівна           | 04.11.2010            | вища               | позапартійна                        | Кінецьпільська сільська рада, землевпорядник                             |
| 16                          | Смілянець Олена Іванівна           | 04.11.2010            | вища               | позапартійна                        | Кінецьпільська сільська рада, соц.захист                                 |
| 18                          | Броніна Світлана Іванівна          | 04.11.2010            | вища               | позапартійна                        | ДНЗ «Струмочок», завгосп                                                 |
| 19                          | Данілова Єлизавета Петрівна        | 04.11.2010            | середня            | член Політичної партії «Фронт Змін» | ФОП «Данілов», директор                                                  |
| 20                          | Гайдукевич Людмила Петрівна        | 04.11.2010            | вища               | член Політичної партії «Фронт Змін» | пенсіонер                                                                |